# Gallotannine

Glucogallin, das einfachste Gallotannin

Tanninsäure

Pedunculagin, ein Ellagitannin

Gallotannine sind hydrolysierbare Gerbstoffe (im Gegensatz zu den nicht hydrolysierbaren Catechingerbstoffen), chemisch stellen sie Zuckerester der Gallussäure dar.

## Eigenschaften
Bei den Gallotanninen besteht die Säurekomponente entweder aus Gallussäure, in der Regel aber aus zwei oder drei depsidisch (esterartig) verbundenen Gallussäuren, also Digallussäure oder Trigallussäure. Gallussäuren können nicht nur depsidisch verbunden sein, sondern durch oxidative Dimerisierung kann aus zwei Gallussäuren zunächst Hexahydroxydiphensäure und nachfolgend durch Lactonbildung Ellagsäure entstehen. Zuckerester dieser Säuren heißen Ellagitannine.
Einige Gallotannine besitzen mikrobizide und Anti-Tumor-Wirkungen.

## Biosynthese
Die Biosynthese von Gallotanninen geht von UDP-Glucose aus.

## Farbreaktionen
Farbreaktionen mit Gallotanninen:
- {\displaystyle \mathrm {Fe^{3+}} } → blaue Färbung
- {\displaystyle \mathrm {Ba(OH)_{2}} } → grün, bei hohen Konzentrationen grüne Niederschläge
- Eiweiße → Niederschläge
- Ellagitannine mit Salpetriger Säure ({\displaystyle \mathrm {HNO_{2}} }) → zunächst karminrot, später indigoblau